# Beate Meinl-Reisinger
Beate Meinl-Reisinger (Vienna, 25 aprile 1978) è una politica austriaca, Ministro federale degli affari esteri nel Governo Stocker dal 3 marzo 2025, nonché Presidente del partito NEOS – La Nuova Austria dal 23 giugno 2018.
In aggiunta, è attualmente altresì membro del Consiglio nazionale dal 18 ottobre 2018 e, in precedenza, dal 29 settembre 2013 al 9 ottobre 2015.